# 照錦富治
照錦 富治（てるにしき とみじ、1911年6月15日 - 1971年3月9日）は、伊勢ノ海部屋、花籠部屋に所属した元力士。また11、13代放駒、10代花籠。本名は照井 富治（てるい とみじ）。現在の岩手県花巻市出身。164cm、105kg。最高位は西十両4枚目。得意技は右四つ、寄り、下手投げ。

## 経歴
1926年5月場所に初土俵。1932年5月場所に十両昇進。1937年に右腕の関節を痛め、更に右大腿部を脱臼して一時は三段目まで陥落したが、そこから奮起して1940年1月場所に十両に復帰した。その後は入幕を果たせぬまま1943年1月場所に引退。その後は11代放駒を襲名、以後10代花籠、そして放駒を再襲名した。右四つからの寄りと下手投げを得意としたが、投げの打ち返しや引くと見せかけての投げといった駆け引きのうまさもあり、押し相撲もとれた。協会内では木戸主任を務めたが、1971年死去、59歳没。

## 主な成績
- 通算成績：89勝128敗12休  勝率.410
- 十両成績：48勝85敗  勝率.361
- 現役在位：24場所
- 十両在位：11場所

### 場所別成績
| 1926年 （大正15年） | x                        | x | （前相撲）          | x                |
| 1927年 （昭和2年） | x                        | x | x                   | x                |
| 1928年 （昭和3年） | x                        | x | x                   | x                |
| 1929年 （昭和4年） | x                        | x | x                   | x                |
| 1930年 （昭和5年） | x                        | x | x                   | x                |
| 1931年 （昭和6年） | x                        | x | x                   | x                |
| 1932年 （昭和7年） | x                        | x | 東十両11枚目 6–5    | 東十両11枚目 5–6 |
| 1933年 （昭和8年） | 西十両10枚目 3–8         | x | 幕下 –              | x                |
| 1934年 （昭和9年） | 西十両13枚目 3–8         | x | 西幕下4枚目 7–4     | x                |
| 1935年 （昭和10年） | 東十両10枚目 6–5         | x | 東十両6枚目 6–5     | x                |
| 1936年 （昭和11年） | 西十両4枚目 3–8          | x | 東十両11枚目 3–8    | x                |
| 1937年 （昭和12年） | 西幕下5枚目 休場 0–0–11  | x | 東幕下30枚目 0–12–1 | x                |
| 1938年 （昭和13年） | 東三段目17枚目 5–2       | x | 東幕下29枚目 2–5    | x                |
| 1939年 （昭和14年） | 東幕下39枚目 5–2         | x | 西幕下14枚目 6–2    | x                |
| 1940年 （昭和15年） | 西十両11枚目 7–8         | x | 東十両14枚目 4–11   | x                |
| 1941年 （昭和16年） | 東幕下4枚目 1–7          | x | 東幕下18枚目 5–3    | x                |
| 1942年 （昭和17年） | 西幕下10枚目 4–4         | x | 東幕下7枚目 6–2     | x                |
| 1943年 （昭和18年） | 東十両14枚目 引退 2–13–0 | x | x                   | x                |
| 各欄の数字は、「勝ち-負け-休場」を示す。 優勝 引退 休場 十両 幕下 三賞：敢=敢闘賞、殊=殊勲賞、技=技能賞 その他：★=金星 番付階級：幕内 - 十両 - 幕下 - 三段目 - 序二段 - 序ノ口 幕内序列：横綱 - 大関 - 関脇 - 小結 - 前頭（「#数字」は各位内の序列） |                          |   |                     |                  |

## 改名歴
- 照錦 富治（てるにしき とみじ）1932年1月場所 - 1939年5月場所
- 照錦 富次（てるにしき とみじ）1940年1月場所
- 照錦 富治（てるにしき とみじ）1940年5月場所 - 1943年1月場所

## 年寄変遷
- 放駒 富治（はなれごま とみじ）1943年1月 - 1952年1月
- 花籠 平五郎（はなかご ひらごろう）1952年1月 - 1953年5月
- 放駒 政憲（はなれごま まさのり）1953年5月 - 1971年3月